# مائده برهانی

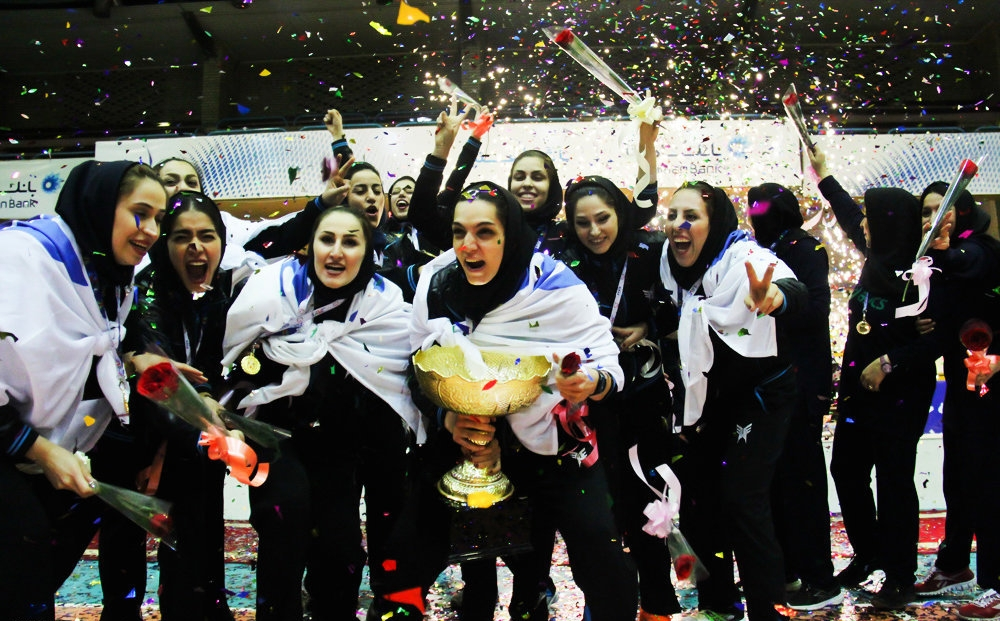
جشن قهرمانی تیم دانشگاه آزاد. جام قهرمانی لیگ ۱۳۹۳ در دستان مائده برهانی و شکوفه صفری.

مائده برهانی اصفهانی (انگلیسی: Maedeh Borhani Esfahani، زاده ۱ تیر ۱۳۶۷ در اصفهان)؛ بازیکن تیم ملی والیبال زنان ایران است. انتقال وی به باشگاه شومن بلغارستان باعث شد عنوان اولین لژیونر تاریخ والیبال زنان به او تعلق گیرد. وی در پست پشت‌خط زن بازی می‌کند.

## زندگی‌نامه
مائده در ۱ تیر ۱۳۶۷ در اصفهان متولد شد. او تحصیلات خود را در دانشگاه تربیت بدنی دنبال کرده و بخش عمده‌ای از فعالیت خود را در باشگاه‌های اصفهان گذرانده‌است، از او به‌عنوان تک ستاره تیم ملی والیبال نیز یاد می‌شود. والیبال را از سال ۱۳۸۴ در سن هفده سالگی آغاز کرد؛ اما استعداد و توانایی‌اش باعث شد تا دو سال بعد به تیم ملی والیبال دعوت شود. او تجربه بازی در باشگاه‌های سپاهان، دانشگاه آزاد، پرسپولیس، گیتی پسند و بانک سرمایه را دارد. برهانی شش دوره در جام باشگاه‌های آسیا حضور داشته‌است.

## افتخارات ورزشی
لیگ برتر والیبال کشور:
- قهرمان: لیگ ۱۳۹۵ (به همراه بانک سرمایه)،[۹][۱۰] لیگ ۱۳۹۶ (به همراه پیکان تهران)،[۱۱][۱۲] لیگ ۱۳۹۳ (به همراه دانشگاه آزاد)
- نایب قهرمانی: لیگ ۱۳۸۷ (به همراه سایپا تهران)، لیگ ۱۳۹۴ (به همراه دانشگاه آزاد)